# Korunní pevnůstka Olomouc
Korunní pevnůstka vznikla v rámci opevňování Olomouce, sloužila jako hlavní vstup do města. Korunní hradbu tvoří pětibodový bastion a dva půlbastiony, v areálu se také dochovala barokní prachárna a torzo empírové strážnice. Nyní je využívána pro seznámení se s historií olomoucké pevnosti a pro různá kulturní vystoupení.

## Historie
Budování pevnůstky bylo zahájeno v místě bývalé vesničky Závodí v roce 1754, vlastní korunní hradba vznikla v následujících dvou letech. Ve druhé polovině 19. století přibyly dvě budovy dělostřeleckých laboratoří. V jejím areálu se nacházely také kanovnické zahrady.
Po zrušení olomoucké pevnosti zůstal areál v rukou armády a zároveň sloužil Olomoučanům jako příležitostná sušárna prádla. Definitivně byla Korunní pevnůstka uzavřena veřejnosti v roce 1945, kdy ji začala využívat armáda jako skladovací prostory. V roce 1967 byla její část proměněna na botanickou zahradu a rozárium a koncem 20. století předala armáda areál bezplatně městu, které ho od roku 2002 pronajímalo stavební firmě. V únoru 2008 prodalo statutární město Olomouc Korunní pevnůstku za symbolickou korunu občanskému sdružení (dnes spolku) Muzeum Olomoucké pevnosti z.s., které ve stejném roce začalo s její obnovou.

## Kulturní využití
V Korunní pevnůstce vzniká postupně oddechový areál určený široké veřejnosti. Jako zdroj oddechu a zábavy zde slouží muzeum o historii olomoucké pevnosti, amfiteátr nebo interaktivní centrum pro popularizaci věd Pevnost poznání.
V objektu bývalé válečné prachárny byla 15. dubna 2013 otevřena nová expozice. Mapuje významnou vojenskou historii města Olomouce jako pevnosti a přináší řadu nových informací, s nimiž se veřejnost ještě neměla možnost seznámit. K vidění jsou mimo jiné fotografie, nákresy vojenských map i archeologické nálezy. V prvním patře muzea je vystaven sádrový model olomouckého opevnění akademického sochaře Jiřího Žlebka, který doplňují reprodukce malíře Otakara Suchana zachycující výjevy z vojenského života ve městě. Samotný objekt prachárny z roku 1758 je v České republice unikátní památkou svého druhu.
| Rok  | Počet návštěvníků |
| ---- | ----------------- |
| 2016 | 7 384             |
| 2017 | 8 647             |

V uplynulých letech se v Korunní pevnůstce uskutečnila řada kulturních akcí, na nichž vystoupily hvězdy jako Lucie Bílá, Láďa Křížek, Luboš Pospíšil, Katka Knechtová, skupina Nightwork, Wohnout, No Name, Tři sestry, Mandrage, Čechomor, Kryštof a ze zahraničních interpretů Beth Hart, Jethro Tull, Billy Talent, Papa Roach, Anastacia a mnoho dalších.

## Fotogalerie

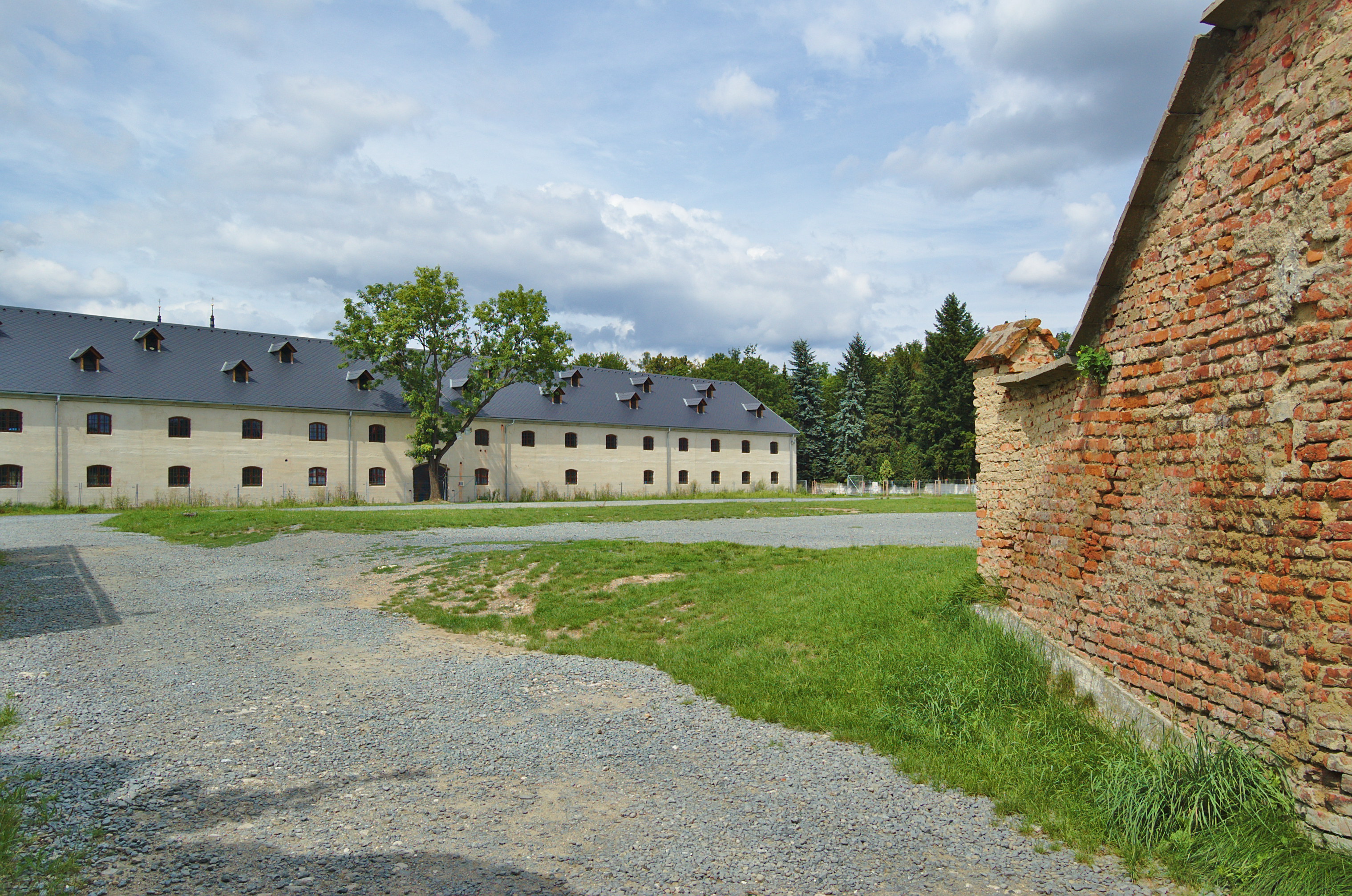
Vnitřek pevnůstky
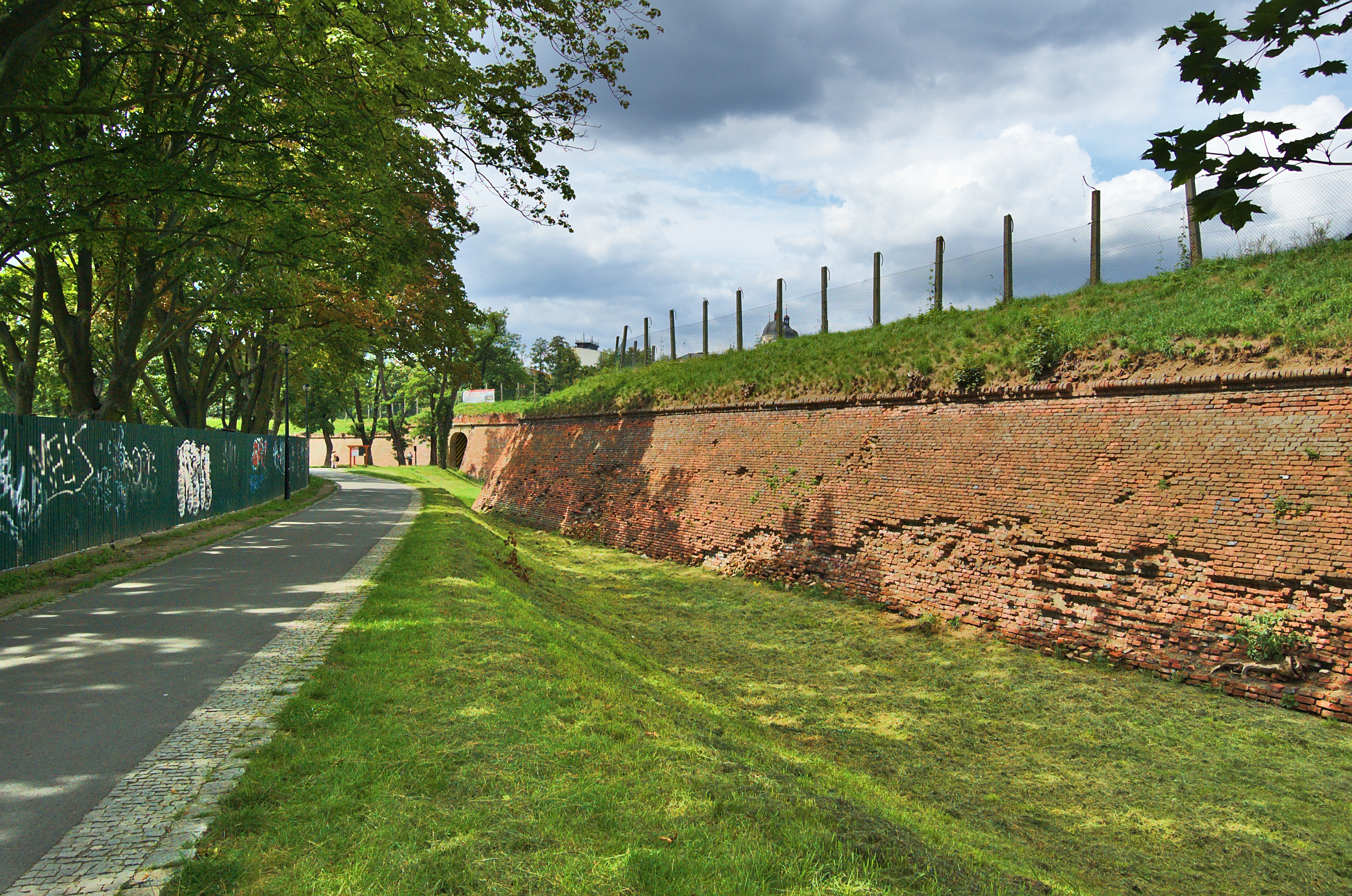
Vnější opevnění
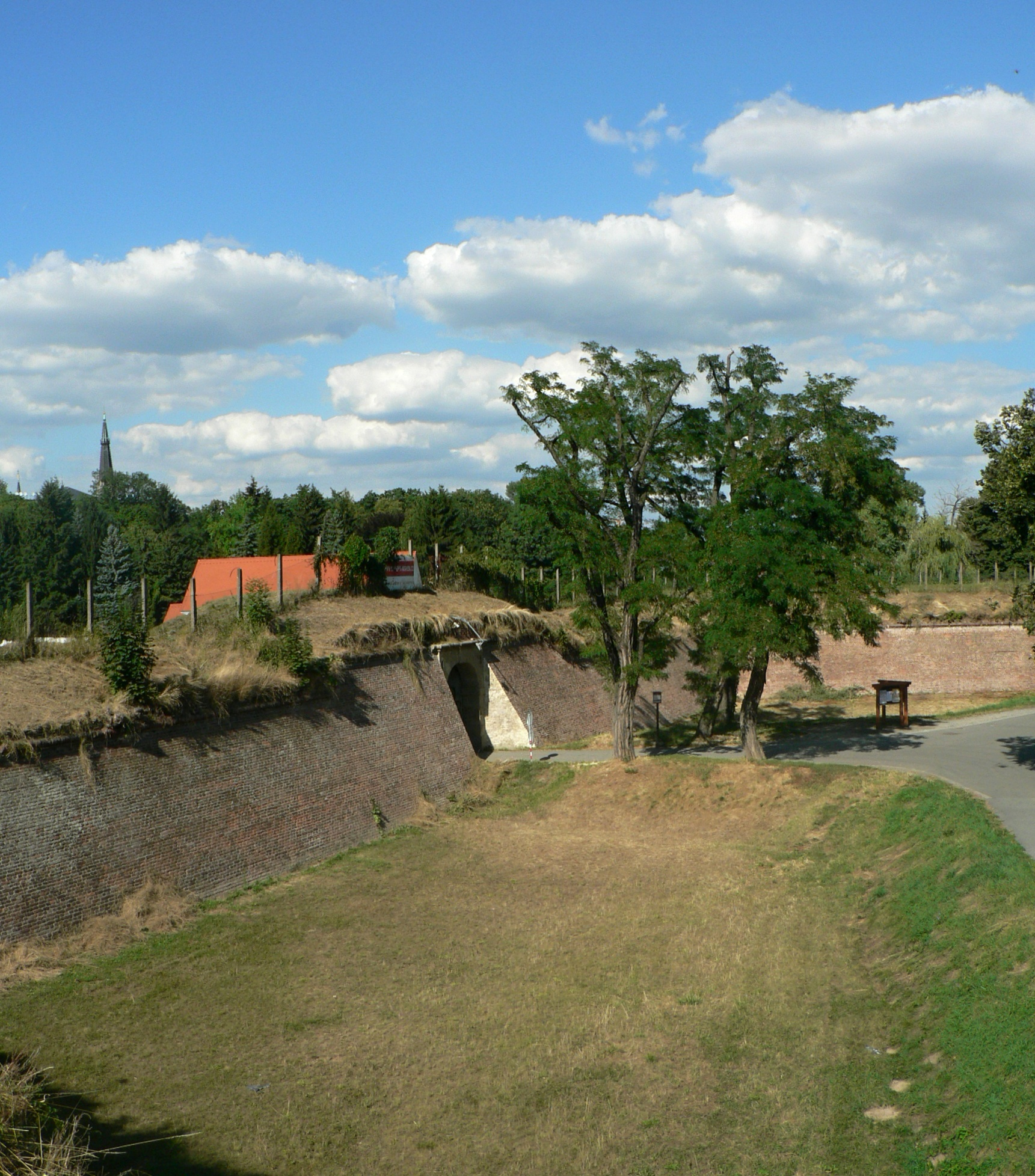
Korunní hradba s branou